# غيرت كولامي
غيرت كولامي (بالإستونية: Gert Kullamäe)‏ مواليد 3 يونيو 1971 في تالين، هو مدرب كرة سلة إستوني ولاعب معتزل. بدأ مسيرته الاحترافية في سنة 1985. يبلغ طوله 6 قدم 5 بوصة (2.0 م). اعتزل اللعب في 2009.

## المسيرة الاحترافية
لعب مع زالغيريس لكرة السلة في موسم 1993–1994، ثم لعب مع نادي أوستند لكرة السلة في موسم 2000–2001، ثم لعب مع بروس باسكتس في الدوري الألماني من سنة 2002 إلى 2004.

## الإنجازات
| كلاعب - 1992–93 الدوري الإستوني - 1994–95 الدوري الإستوني - 1995–96 الدوري الإستوني - 1997–98 الدوري الإستوني - 2000–01 كأس بلجيكا لكرة السلة - 2005–06 الدوري الهولندي لكرة السلة - 2006–07 الدوري الإستوني - 2007–08 الدوري الإستوني | كمدرب - 2009–10 كأس إستونيا لكرة السلة - 2009–10 الدوري الإستوني - 2010–11 كأس إستونيا - 2011–12 كأس إستونيا - 2013–14 كأس إستونيا - 2014–15 كأس إستونيا - 2014–15 الدوري الإستوني |

## روابط خارجية
- غيرت كولامي على موقع الاتحاد الدولي لكرة السلة (الإنجليزية)
- غيرت كولامي على موقع كرة السلة الأوروبية.كوم (الإنجليزية)
- غيرت كولامي على موقع ريلجم (الإنجليزية)
- غيرت كولامي على موقع بروبوليرز (الإنجليزية)
- غيرت كولامي على موقع سبورتس رفرنس (الإنجليزية)